# NGC 463
NGC 463 ist eine linsenförmige Galaxie vom Hubble-Typ S0-a im Sternbild Fische, welche etwa 286 Millionen Lichtjahre von der Milchstraße entfernt ist. 
NGC 463 wurde am 16. Dezember 1871 von dem französischen Astronomen Édouard Jean-Marie Stephan entdeckt.